# Phragmanthera
Phragmantera est un genre de plantes de la famille des Loranthaceae dans la classification phylogénétique. 
Genre

## Liste d'espèces
Selon BioLib (24 juillet 2017) :
- Phragmanthera batangae (Engl.) Balle
- Phragmanthera baumii (Engl. & Gilg) Polhill & Wiens
- Phragmanthera brieyi (De Wild.) Polhill & Wiens
- Phragmanthera capitata (Spreng.) Balle
- Phragmanthera cinerea (Engl.) Balle
- Phragmanthera cornetii (Dewèvre) Polhill & Wiens
- Phragmanthera crassicaulis (Engl.) Balle
- Phragmanthera dombeyae (K. Krause & Dinter) Polhill & Wiens
- Phragmanthera dschallensis (Engl.) M. G. Gilbert
- Phragmanthera edouardii (Balle) Polhill & Wiens
- Phragmanthera eminii (Engl.) Polhill & Wiens
- Phragmanthera engleri (Hiern) Polhill & Wiens
- Phragmanthera erythraea (Sprague) M. G. Gilbert
- Phragmanthera exellii Balle ex Polhill & Wiens
- Phragmanthera glaucocarpa (Peyr.) Balle
- Phragmanthera guerichii (Engl.) Balle
- Phragmanthera kamerunensis (Engl.) Balle
- Phragmanthera leonensis (Sprague) Balle
- Phragmanthera longiflora (Balle) Polhill & Wiens
- Phragmanthera luteovittata (Engl. & K. Krause) Polhill & Wiens
- Phragmanthera macrosolen (Steud. ex A. Rich.) M. G. Gilbert
- Phragmanthera nigritana (Hook. f. ex Benth.) Balle
- Phragmanthera polycrypta (Didr.) Balle
- Phragmanthera proteicola (Engl.) Polhill & Wiens
- Phragmanthera raynaliana (Balle) Polhill & Wiens
- Phragmanthera regularis (Steud. ex Sprague) M. G. Gilbert
- Phragmanthera rufescens (DC.) Balle
- Phragmanthera sarertaensis (Hutch. & E. A. Bruce) M. G. Gilbert
- Phragmanthera seretii (De Wild.) Balle
- Phragmanthera sterculiae (Hiern) Polhill & Wiens
- Phragmanthera talbotiorum (Sprague) Balle
- Phragmanthera usuiensis (Oliv.) M.G.Gilbert
- Phragmanthera vignei Balle
- Phragmanthera zygiarum (Hiern) Polhill & Wiens

Selon Catalogue of Life (24 juillet 2017) :
- Phragmanthera austroarabica A.G. Miller & J.A. Nyberg
- Phragmanthera batangae (Engler) S. Balle
- Phragmanthera baumii (Engl. & Gilg) R.M. Polhill & D. Wiens
- Phragmanthera brieyi (De Wild.) R.M. Polhill & D. Wiens
- Phragmanthera capitata (Spreng.) Balle
- Phragmanthera cinerea (Engl.) van Tiegh.
- Phragmanthera cornetii (Dewèvre) R.M. Polhill & D. Wiens
- Phragmanthera crassicaulis (Engler) S. Balle
- Phragmanthera dombeyae (K. Krause & Dinter) R.M. Polhill & D. Wiens
- Phragmanthera dschallensis (Engl.) M.G. Gilbert
- Phragmanthera edouardii (Balle) R.M. Polhill & D. Wiens
- Phragmanthera eminii (Engl.) R.M. Polhill & D. Wiens
- Phragmanthera engleri (Hiern) R.M. Polhill & D. Wiens
- Phragmanthera erythraea (Sprague) M.G. Gilbert
- Phragmanthera exellii Balle ex R.M. Polhill & D. Wiens
- Phragmanthera glaucocarpa (Peyr.) Balle
- Phragmanthera guerichii (Engl.) Balle
- Phragmanthera kamerunensis (Engl.) Balle
- Phragmanthera leonensis (Sprague) Balle
- Phragmanthera longiflora (Balle) R.M. Polhill & D. Wiens
- Phragmanthera luteovittata (Engl. & Krause) R.M. Polhill & D. Wiens
- Phragmanthera macrosolen (Steud. ex A. Rich.) M.G. Gilbert
- Phragmanthera nigritana (Hook.fil. ex Benth.) Balle
- Phragmanthera polycrypta (Didrichs.) Balle
- Phragmanthera proteicola (Engl.) R.M. Polhill & D. Wiens
- Phragmanthera raynaliana (Balle) R.M. Polhill & D. Wiens
- Phragmanthera regularis (Steud. ex Sprague) M.G. Gilbert
- Phragmanthera rufescens (DC.) Balle
- Phragmanthera sarertaensis (Hutch. & Bruce) M.G. Gilbert
- Phragmanthera seretii (De Wild.) Balle
- Phragmanthera sterculiae (Hiern) R.M. Polhill & D. Wiens
- Phragmanthera talbotiorum (Sprague) Balle
- Phragmanthera usuiensis (Oliver) M.G. Gilbert
- Phragmanthera vignei Balle
- Phragmanthera zygiarum (Hiern) R.M. Polhill & D. Wiens

Selon NCBI (24 juillet 2017) :
- Phragmanthera crassicaulis
- Phragmanthera regularis
- Phragmanthera usuiensis

Selon The Plant List (24 juillet 2017) :
- Phragmanthera albizziae (De Wild.) Balle
- Phragmanthera batangae (Engl.) Balle
- Phragmanthera baumii (Engl. & Gilg) Polhill & Wiens
- Phragmanthera brieyi (De Wild.) Polhill & Wiens
- Phragmanthera capitata (Spreng.) Balle
- Phragmanthera cinerea (Engl.) Balle
- Phragmanthera cornetii (Dewèvre) Polhill & Wiens
- Phragmanthera crassicaulis (Engl.) Balle
- Phragmanthera dombeyae (K.Krause & Dinter) Polhill & Wiens
- Phragmanthera dschallensis (Engl.) M.G.Gilbert
- Phragmanthera edouardii (Balle) Polhill & Wiens
- Phragmanthera eminii (Engl.) Polhill & Wiens
- Phragmanthera engleri (Hiern) Polhill & Wiens
- Phragmanthera erythraea (Sprague) M.G. Gilbert
- Phragmanthera exellii Balle ex Polhill & Wiens
- Phragmanthera glaucocarpa (Peyr.) Balle
- Phragmanthera guerichii (Engl.) Balle
- Phragmanthera kamerunensis (Engl.) Balle
- Phragmanthera leonensis (Sprague) Balle
- Phragmanthera longiflora (Balle) Polhill & Wiens
- Phragmanthera luteovittata (Engl. & K. Krause) Polhill & Wiens
- Phragmanthera macrosolen (Steud. ex A. Rich.) M.G. Gilbert
- Phragmanthera nigritana (Hook.f. ex Benth.) Balle
- Phragmanthera polycrypta (Didr.) Balle
- Phragmanthera proteicola (Engl.) Polhill & Wiens
- Phragmanthera raynaliana (Balle) Polhill & Wiens
- Phragmanthera regularis (Steud. ex Sprague) M.G. Gilbert
- Phragmanthera sarertaensis (Hutch. & E.A. Bruce) M.G. Gilbert
- Phragmanthera seretii (De Wild.) Balle
- Phragmanthera sterculiae (Hiern) Polhill & Wiens
- Phragmanthera talbotiorum (Sprague) Balle
- Phragmanthera usuiensis (Oliv.) M.G.Gilbert
- Phragmanthera vignei Balle
- Phragmanthera zygiarum (Hiern) Polhill & Wiens

Selon Tropicos (24 juillet 2017) (Attention liste brute contenant possiblement des synonymes) :
- Phragmanthera albizziae (De Wild.) Balle
- Phragmanthera batangae (Engl.) Balle
- Phragmanthera baumii (Engl. & Gilg) Polhill & Wiens
- Phragmanthera brieyi (De Wild.) Polhill & Wiens
- Phragmanthera capitata (Spreng.) Balle
- Phragmanthera cinerea (Engl.) Balle
- Phragmanthera cistoides (Welw. ex Engl.) van Tieghem ex Durand & B. D. Jackson
- Phragmanthera cornetii (Dewèvre) Polhill & Wiens
- Phragmanthera crassicaulis (Engl.) Balle
- Phragmanthera dombeyae (K. Krause & Dinter) Polhill & Wiens
- Phragmanthera dschallensis (Engl.) M.G. Gilbert
- Phragmanthera edouardii (Balle) Polhill & Wiens
- Phragmanthera eminii (Engl.) Polhill & Wiens
- Phragmanthera engleri (Hiern) Polhill & Wiens
- Phragmanthera erythraea (Sprague) M.G. Gilbert
- Phragmanthera exellii Balle ex Polhill & Wiens
- Phragmanthera fulva van Tieghem ex Durand & B. D. Jackson
- Phragmanthera glaucocarpa (Peyr.) Balle
- Phragmanthera guerichii (Engl.) Balle
- Phragmanthera incana (Schumach.) Balle
- Phragmanthera irebuensis (De Wild.) Balle
- Phragmanthera kamerunensis (Engl.) Balle
- Phragmanthera lapathifolia (Engl. & Krause) Balle
- Phragmanthera leonensis (Sprague) Balle
- Phragmanthera longiflora (Balle) Polhill & Wiens
- Phragmanthera luteovittata (Engl. & K. Krause) Polhill & Wiens
- Phragmanthera macrosolen (Steud. ex A. Rich.) M.G. Gilbert
- Phragmanthera marginata (Danser) Balle
- Phragmanthera nigritana (Hook. f. ex Benth.) Balle
- Phragmanthera polycrypta (Didr.) Balle
- Phragmanthera proteicola (Engl.) Polhill & Wiens
- Phragmanthera raynaliana (Balle) Polhill & Wiens
- Phragmanthera redingii (De Wild.) Balle
- Phragmanthera regularis (Steud. ex Sprague) M.G. Gilbert
- Phragmanthera rufescens (DC.) Balle
- Phragmanthera sarertaensis (Hutch. & E.A. Bruce) M.G. Gilbert
- Phragmanthera seretii (De Wild.) Balle
- Phragmanthera sterculiae (Hiern) Polhill & Wiens
- Phragmanthera talbotiorum (Sprague) Balle
- Phragmanthera usuiensis (Oliv.) M.G. Gilbert
- Phragmanthera vignei Balle
- Phragmanthera zygiarum (Hiern) Polhill & Wiens